# California Skate
California Skate (Gleaming the Cube) è un film statunitense del 1989 diretto da Graeme Clifford.

## Trama
Orange County, California. Brian, un ragazzo appassionato di skateboard, passa i pomeriggi insieme alla sua banda di amici in cerca di piscine vuote per compierci pericolose evoluzioni. Il fratello di Brian, Vinh, vietnamita adottato, classico bravo ragazzo serio e studioso, lavora part-time presso un video-shop che sostiene una associazione di volontariato per vietnamiti che lotta contro il regime comunista ed esporta cibo e medicinali. Vinh scopre che questo traffico di beni verso il Vietnam è copertura ad un commercio di armi; viene scoperto ed ucciso, ma il tutto viene fatto passare per un suicidio. Brian, incredulo, inizia ad investigare in cerca degli assassini e li scoverà; riesce a convincere un poliziotto dell'accaduto, che aiuterà lui e i suoi amici a catturare e consegnare i colpevoli alle forze dell'ordine.

## Produzione
Il film vede come ospiti alcuni degli allora giovani campioni mondiali di skateboard, quali Tony Hawk (Buddy) è controfigura di Slater nelle scene in rampa, Tommy Guerrero (Sam) Mike McGill come controfigura di Slater nelle acrobazie in rampa e piscina e Rodney Mullen come controfigura di Slater nelle scene di flatland (acrobazie sul posto con lo skateboard) e ancora Mark Rogowski, Rich Dunlop, Eric Dressen, Lance Mountain, Mike Vallely, Chris Black, Ted Ehr, Natas Kaupas, Chris Borst e Steve Saiz.